# Теодора Солунска
Света Теодора Солунска (на гръцки: Αγία Θεοδώρα) е православна светица, почитана като преподобна. Празникът ѝ се чества от Православната на 5 април, 3 и 29 август.

## Биография
Родена е около 812 година в християнско семейство в Егина, тогава в Източноримската империя. Майка и умира при раждането ѝ. Съгласно житието ѝ, изучава от детството си Светото писание, имала привлекателна външност и много знатни граждани искали да сключат с нея брак. Когато тя достига седемгодишна възраст бащата на Теодора Антониос я обещава за съпруга на знатен гражданин, известен с ораторските си умения.
По време на нашествията на сарацините около 825 и 830 година Теодора и съпруга ѝ напускат Егина и се заселват в Солун. Там те имат три деца. След смъртта на съпруга си и две от децата ѝ Теодора се замонашва заедно с дъщеря си, третото оцеляло дете. Теодора се отдава на монашески аскетичен живот в манастира „Свети Стефан“.
Умира на 29 август 892 година и е погребана в манастира, в който е прекарала 55 години. Гробът ѝ е посещаван от много поклонници.

## Почит
На нейно име е прекръстен манастирът „Света Теодора“ в Солун, бившият „Свети Стефан“, в който тя се замонашва.
Света Теодора е била изобразена в XI век на портика на солунската църква „Света София“, но изображението е унищожено. Други образи на Света Теодора са запазени из църкви из целите Балкани. Тя обикновено и изобразена заедно със Свети Димитър Солунски.
За дата на честване паметта на Света Теодора постепенно се нагала 3 август вместо стандартното 29 август, тъй като съвпада с почитането на Йоан Кръстител.